# Heidelbach (Neuhausen)

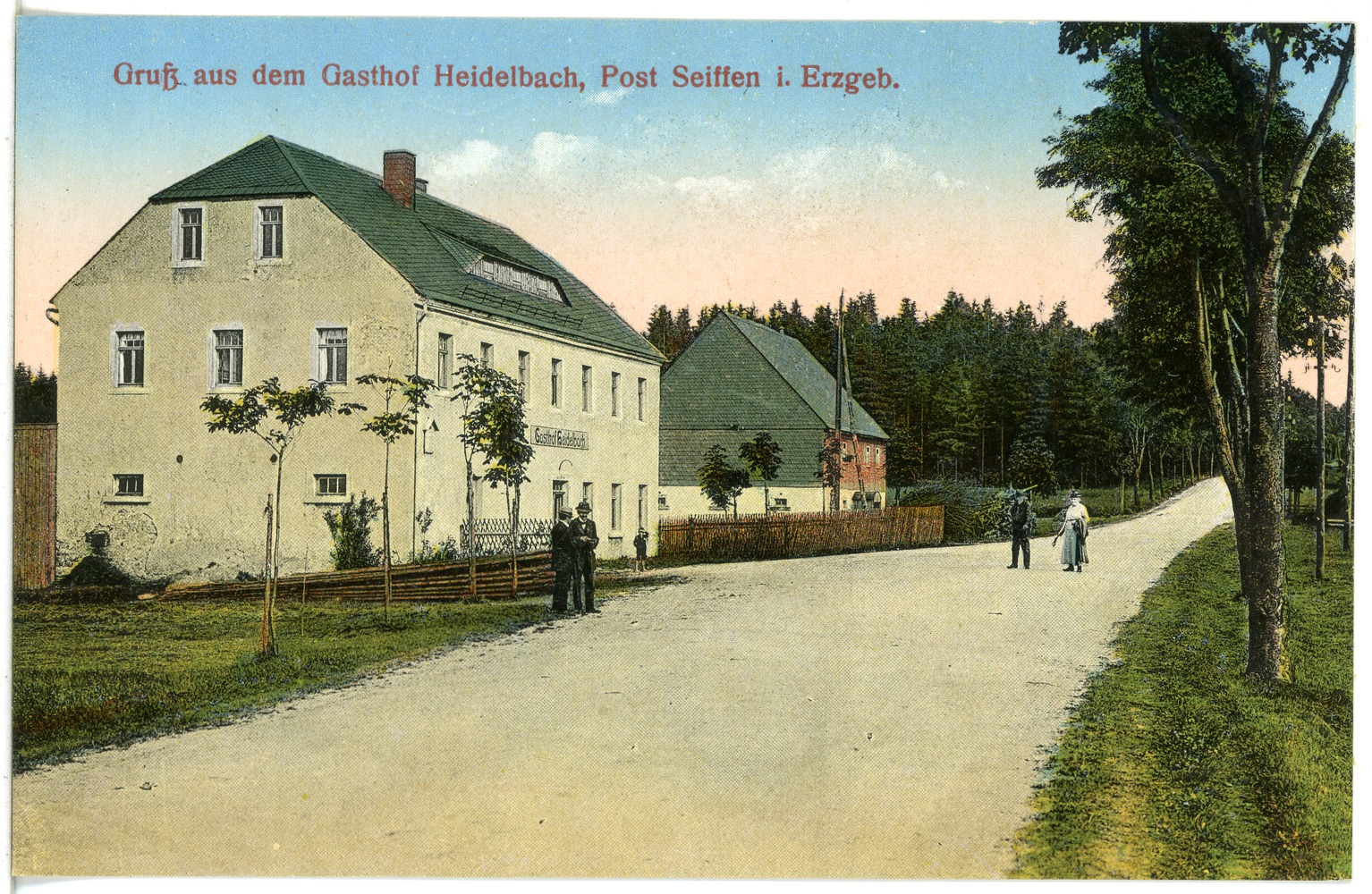
Heidelbach (Ansichtskarte von 1919)

Heidelbach ist eine Siedlung, die zur Gemeinde Neuhausen/Erzgeb. im sächsischen Landkreis Mittelsachsen.

## Lage
Heidelbach ist eine Streusiedlung südlich von Neuhausen und Frauenbach und damit die südlichste Siedlung des heutigen Landkreises Mittelsachsen unmittelbar an der sächsisch-böhmischen, d. h. der deutsch-tschechischen Grenze. Die Streusiedlung liegt auf etwa 734 m.

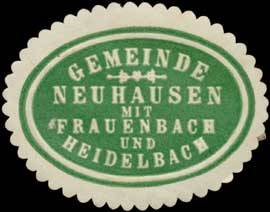
Siegelmarke der Gemeinde Neuhausen mit Heidelbach (1850–1923)

## Geschichte
Heidelbach gilt als eine Exulantengründung aus dem Jahr 1659. Der Name Heydelbach kommt in Verbindung mit einer Glashütte („Glasemeister in der Heydelbach“) allerdings bereits 1661 vor und eine Glashütte ist bereits auf einer Karte von 1570 zu finden, allerdings mit der Bezeichnung „Hütstadt“. Spätere Nennungen sind Heydelbach oder Glaßhütte (1711), Heydelbach (1760, 1786) und Heidelbach (1831). Heidelbach war 1840 nach Neuhausen und anteilig nach Seiffen gepfarrt und gehörte 1791 zur Herrschaft Purschenstein und ab 1939 zeitweilig zu Seiffen.
In der Vergangenheit gehörte Heidelbach zum Amt Freiberg, dem Gerichtsamt Sayda, der Amtshauptmannschaft Freiberg, dem Landkreis Marienberg, und von Januar bis Juli 1994 zum Landkreis Brand-Erbisdorf und im Folgenden zum Landkreis Freiberg, bis dieser 2008 im Landkreis Mittelsachsen aufging.
| Jahr               | 1786       | 1834 | 1871 | 1890 | 2023 |
| ------------------ | ---------- | ---- | ---- | ---- | ---- |
| Einwohnerstatistik | 12 Häusler | 109  | 146  | 113  | 12   |

## Belege
1. 1 2 3  Heidelbach – HOV | ISGV. Abgerufen am 18. Oktober 2023.
2. 1 2  Heidelbach - Neuhausen/Erzgeb. 12. Juli 2019, abgerufen am 18. Oktober 2023 (deutsch).